# Koppigen

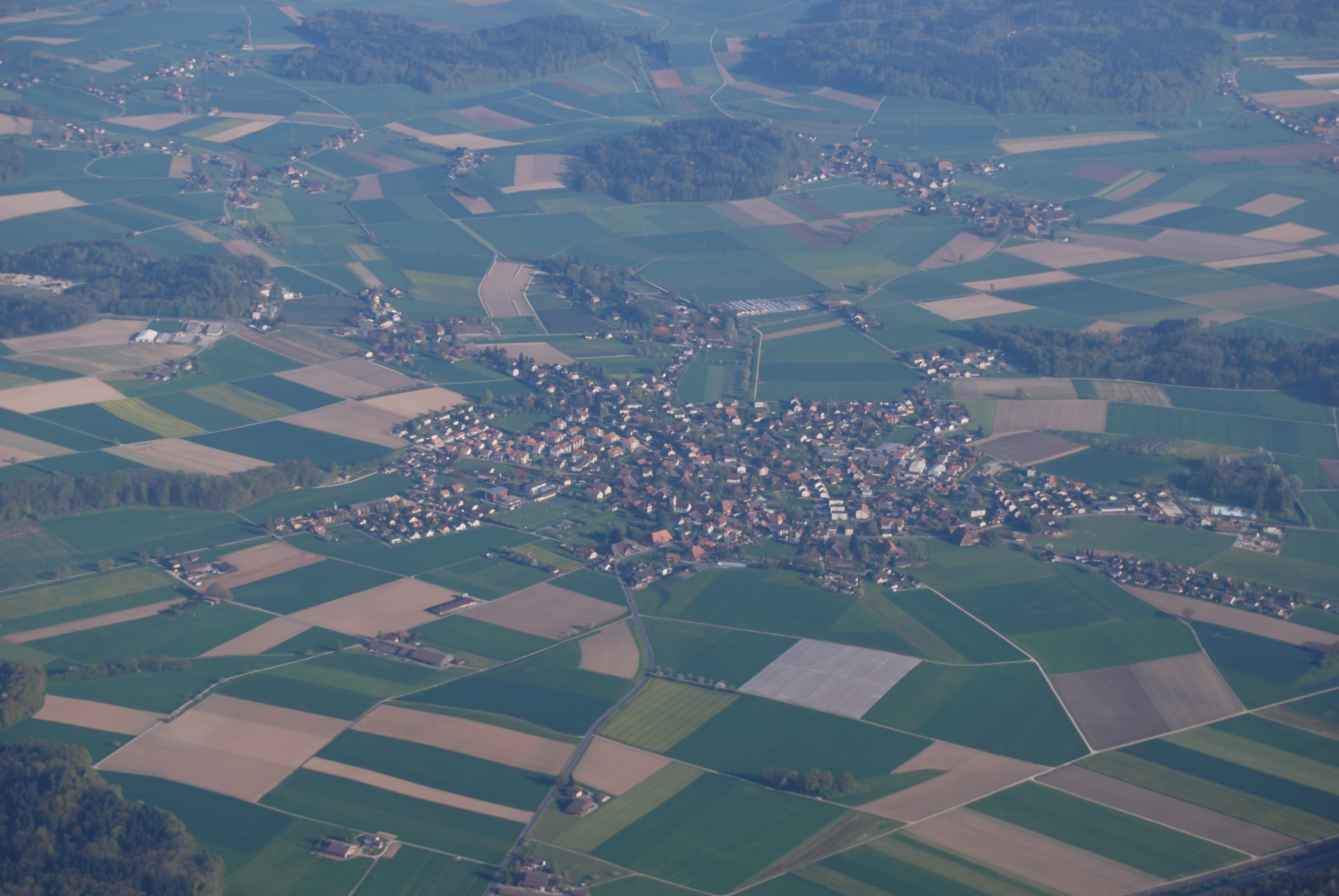
Koppigen

Koppigen là một đô thị thuộc huyện Emmental, bang Bern, Thụy Sĩ. Đô thị này có diện tích 6,93 km2, dân số thời điểm tháng 12 năm 2020 là 2104 người.